# Mendoncia rizziniana
Mendoncia rizziniana là một loài thực vật có hoa trong họ Ô rô. Loài này được Profice mô tả khoa học đầu tiên năm 1988.